# Majd Eddine Ghazal
Pour les articles homonymes, voir Ghazal (homonymie).
Majed Aldin Tarad Ghazal (né le 21 avril 1987 à Damas) est un athlète syrien, spécialiste du saut en hauteur.

## Biographie
Il débute l'athlétisme en 2003 en s'intéressant d'abord par le demi-fond, puis le sprint, avant de se tourner vers le saut en hauteur. En 2007, il commence à s’entraîner avec le Russe Yuriy Voloshyn puis l'année suivante le Biélorusse Aleksandr Kotovich, médaillé d'argent de la même discipline lors des Championnats d'Europe en salle 1985.

### Débuts
En 2011, son meilleur saut est de 2,28 m, réalisé à Kōbe pour remporter la médaille d'argent des Championnats d'Asie. En salle, il n'a réalisé que 2,22 m à Hanoï en 2009.
Il a participé aux championnats du monde à Berlin, terminant 15e des qualifications en 2,15 m. De même il n'a terminé que 14e des qualifications aux Jeux olympiques de Pékin en 2,20, mais en égalant le record de Syrie.
En 2012, il franchit 2,26 m à Kanchanaburi lors du Grand Prix asiatique et obtient ce faisant sa sélection pour les Jeux olympiques de Londres. Obligé de revenir en Syrie pour soigner une blessure, Ghazal est contraint de s’entraîner dans un pays faisant face à la Guerre civile en tant que membre des Forces armées syriennes. Son stade a été détruit par les bombes et l'athlète s'est réfugié pendant un mois chez lui, sans sortir. Néanmoins, la délégation syrienne fait le déplacement aux Jeux olympiques de 2012 où il est le porte-drapeau lors de la cérémonie d'ouverture et malgré peu d'entrainement et de confiance, Ghazal participe aux qualifications et réalise 2,16 m, sans pour autant se qualifier pour la finale. 

#### Progression (2015)
En 2013 et 2014, Majd Eddine Ghazal change de nouveau de coachs et s’entraîne successivement avec Vyacheslav Voronin (champion du monde 1999) et Aleksandr Purt. 
En mai 2015, il franchit 2,25 m à Moscou, puis le 25 juin, il bat son record personnel avec 2,29 m pour remporter le concours à Pathum Thani. Le 28 août 2015, il égale ce record lors des qualifications des Championnats du monde à Pékin mais est le premier des non-qualifiés et améliore ce record de deux centimètres (2,31 m) lors des Jeux mondiaux militaires où il remporte la finale devant le Russe Daniil Tsyplakov (2,28 m).

### Éclosion internationale: 2,36 m et finale olympique (2016)
Le 19 février 2016, le Syrien devient vice-champion d'Asie en salle à Doha en améliorant son record personnel et national en salle à 2,28 m. Il n'est devancé que par le Qatari Mutaz Essa Barshim (2,35 m). Le 14 mai suivant, Ghazal se classe 4e du Shanghai Golden Grand Prix, à nouveau avec 2,28 m. 
Quatre jours plus tard, le Syrien écrit l'histoire du sport de son pays en franchissant une barre à 2,36 m lors du World Challenge de Pékin, nouvelle meilleure performance mondiale de l'année et record du meeting égalé. À cette occasion, il bat le record national à trois reprises : 2,32 m au premier essai, 2,34 m et 2,36 m au second essai, en ajoutant 3 cm à la meilleure performance mondiale de l'année,. 
Le 30 juin, il s'impose à Barcelone avec un saut à 2,33 m. Le 15 juillet 2016, il termine 3e du meeting Herculis en 2,34 m, derrière Gianmarco Tamberi 2,39 m et Bohdan Bondarenko 2,37 m.
Le 16 août 2016, Ghazal se classe 7e ex æquo de la finale des Jeux olympiques de Rio avec 2,29 m.

### Médaille de bronze aux Championnats du monde de Londres
Il ouvre sa saison 2017 le 27 avril à Jiaxing avec un saut à 2,30 m puis confirme à Doha le 13 mai, à l'occasion du meeting de Ligue de diamant où il franchit 2,29 m. Le 19 mai, il remporte les Jeux de la solidarité islamique avec un saut à 2,28 m, devançant sur le podium le Qatari Mahamat Alamine Hamdi (2,26 m) et l'Iranien Keyvan Ghanbarzadeh (2,24 m).
Le 1er juillet 2017, il franchit 2,32 m au stade Charléty, son meilleur saut de l'année, 3e du meeting de Paris 2017 devancé par Mutaz Essa Barshim et Bohdan Bondarenko.
En l'absence de Mutaz Essa Barshim, tenant du titre et grandissime favori, Majd Eddine Ghazal était le candidat principal pour le titre des Championnats d'Asie de Bhubaneswar avec ses deux dernières très bonnes saisons, malgré les outsiders Woo Sang-hyeok ou Zhang Guowei, vice-champion du monde en titre. Mais lors de ces championnats, le Syrien prend une surprenante mais décevante médaille de bronze avec un saut à 2,24 m, échouant à 2,28 m. Il laisse le titre au coréen Woo (2,30 m) qui s'impose devant Zhang (2,28 m). Au Meeting international Mohammed-VI 2017 à Rabat, étape de la ligue de diamant, il est absent à la suite d'un refus de visa.
Le 13 août, Majd Eddine Ghazal devient le second athlète de l'histoire de son pays (après Ghada Shouaa, championne du monde à l'heptathlon en 1995 et bronzée en 1999) à décrocher une médaille aux Championnats du monde de Londres : il remporte la médaille de bronze avec un saut à 2,29 m, derrière Mutaz Essa Barshim (2,35 m) et Danil Lysenko (2,32 m).
La semaine suivante, il met la pression à Mutaz Essa Barshim lors du Birmingham Grand Prix où il prend la tête du concours avec 2,31 m à sa première tentative, alors que le Qatari franchit à sa troisième. Mais finalement, Barshim reprend l'avantage en effaçant 2,33 m et 2,35 m, ce qu'échoue Ghazal, avant même de franchir 2,40 m.
Le 24 août, il termine 2e de la finale de la Ligue de diamant lors du Weltklasse Zürich avec 2,31 m, battu par Mutaz Essa Barshim (2,36 m) qui décroche le trophée.
Il clôt sa saison le 20 septembre en s'imposant aux Jeux asiatiques en salle avec 2,26 m, son premier titre continental.

### Saisons 2018 et 2019: la consécration du premier titre
Ghazal fait l'impasse sur la saison en salle, à la suite d'une blessure. Pour sa rentrée estivale 2018, il débute avec une performance de 2,33 m lors de la Doha Diamond League le 4 mai, pour terminer 2e derrière Mutaz Essa Barshim (2,40 m, meilleure performance mondiale de l'année).
Le 29 juin, Majd Eddine Ghazal remporte la médaille d'or des Jeux méditerranéens de Tarragone. Avec un saut à 2,28 m, il devance sur le podium le Grec Konstadínos Baniótis (2,23 m), le tenant du titre, et l'Italien Marco Fassinotti (2,23 m). Le 27 août 2018, Majd Eddine Ghazal remporte la médaille de bronze ex-aecquo avec Naoto Tobe aux Jeux asiatiques de Jakarta, avec 2,24 m, derrière Wang Yu (2,30 m) et Woo Sang-hyeok (2,28 m).
Le 24 avril 2019, il remporte son premier titre international majeur en s'imposant avec 2,31 m (meilleure performance mondiale de l'année égalée) aux championnats d'Asie 2019. Une fois remportée l’épreuve, il tente alors 2,35 m et une fois 2,37 en manquant de peu ces deux essais. Le 21 juillet 2019, il remporte le Meeting de Londres avec 2,30 m, étape de la ligue de diamant, et signe la première victoire pour la Syrie dans le circuit d'élite.

## Problèmes rencontrés quant à sa nationalité
Majd Eddine Ghazal révèle dans une vidéo publiée sur youtube avoir eu une proposition de contrat de la part de Nike après avoir sauté 2,36 m à Pékin le 18 mai 2016, mais que l'entreprise s'est finalement rétractée lorsqu'elle apprit que l'athlète était un ressortissant syrien.
Il rencontre également de nombreux problèmes de visas à la suite de la Guerre de Syrie. En 2017, il est absent au Meeting international Mohammed-VI de Rabat, faute de visa. Il réussit à en avoir un à temps pour les championnats du monde de Londres 2017 grâce à une ambassade espagnole.

## Vie privée
Il travaille également pour le Ministère de l'éducation Syrien. Il parle anglais et arabe.

## Palmarès
| Date | Compétition                     | Lieu             | Résultat | Marque  |
| ---- | ------------------------------- | ---------------- | -------- | ------- |
| 2007 | Championnats d'Asie             | Amman            | 14e      | 2,10 m  |
| 2007 | Championnats panarabes          | Amman            | 3e       | 2,17 m  |
| 2007 | Jeux panarabes                  | Le Caire         | 3e       | 2,14 m  |
| 2008 | Championnats d'Asie en salle    | Doha             | 2e       | 2,21 m  |
| 2009 | Jeux méditerranéens             | Pescara          | 9e       | 2,15 m  |
| 2009 | Championnats d'Asie             | Guangdong        | 8e       | 2,10 m  |
| 2009 | Championnats panarabes          | Damas            | 2e       | 2,16 m  |
| 2009 | Jeux asiatiques en salle        | Hanoï            | 2e       | 2,22 m  |
| 2011 | Championnats d'Asie             | Kobe             | 2e       | 2,28 m  |
| 2011 | Jeux mondiaux militaires        | Rio de Janeiro   | 8e       | 2,17 m  |
| 2011 | Championnats panarabes          | Al-Aïn           | 2e       | 2,22 m  |
| 2012 | Championnats d'Asie en salle    | Hangzhou         | 3e       | 2,24 m  |
| 2013 | Jeux méditerranéens             | Mersin           | 8e       | 2,18 m  |
| 2013 | Championnats d'Asie             | Pune             | 5e       | 2,21 m  |
| 2013 | Jeux de la solidarité islamique | Palembang        | 2e       | 2,20 m  |
| 2014 | Championnats d'Asie en salle    | Hangzhou         | 2e       | 2,20 m  |
| 2014 | Jeux asiatiques                 | Incheon          | 6e       | 2,20 m  |
| 2015 | Championnats d'Asie             | Wuhan            | 8e       | 2,10 m  |
| 2015 | Jeux mondiaux militaires        | Mungyeong        | 1er      | 2,31 m  |
| 2016 | Championnats d'Asie en salle    | Doha             | 2e       | 2,28 m  |
| 2016 | Jeux olympiques                 | Rio de Janeiro   | 7e       | 2,29 m  |
| 2016 | Ligue de diamant                | Ligue de diamant | 6e       | détails |
| 2017 | Jeux de la solidarité islamique | Bakou            | 1er      | 2,28 m  |
| 2017 | Championnats d'Asie             | Bhubaneswar      | 3e       | 2,24 m  |
| 2017 | Championnats du monde           | Londres          | 3e       | 2,29 m  |
| 2017 | Ligue de diamant                | Ligue de diamant | 2e       | 2,31 m  |
| 2017 | Jeux asiatiques en salle        | Achgabat         | 1er      | 2,26 m  |
| 2018 | Jeux méditerranéens             | Tarragone        | 1er      | 2,28 m  |
| 2018 | Jeux asiatiques                 | Jakarta          | 3e       | 2,24 m  |
| 2018 | Coupe continentale              | Ostrava          | 4e       | 2,24 m  |
| 2019 | Championnats d'Asie             | Doha             | 1er      | 2,31 m  |
| 2019 | Jeux mondiaux militaires        | Wuhan            | 2e       | 2,20 m  |
| 2022 | Jeux méditerranéens             | Oran             | 2e       | 2,22 m  |
| 2023 | Championnats d'Asie en salle    | Astana           | 3e       | 2,24 m  |

• Jeux olympiques : stade des qualifications en 2008 (2,20 m =NR) — 2012 (2,16 m)

• Championnats du monde : stade des qualifications en 2009 (2,15 m) — 2011 (2,21 m) — 2013 (2,22 m) — 2015 (2,29 m =NR)

• Championnats du monde en salle : stade des qualifications en 2012 (2,26 m iNR)

## Records
| Épreuve         | Épreuve   | Marque      | Lieu  | Date            |
| --------------- | --------- | ----------- | ----- | --------------- |
| Saut en hauteur | Plein air | 2,36 m (NR) | Pékin | 18 mai 2016     |
| Saut en hauteur | En salle  | 2,28 m (NR) | Doha  | 19 février 2016 |

### Statistiques
| Date | Marque | Date                           | Lieu             | Rang |
| ---- | ------ | ------------------------------ | ---------------- | ---- |
| 2007 | 2,17 m | 21 mai 2007                    | Amman            | —    |
| 2008 | 2,20 m | 8 juillet 2008 17 août 2008    | Grodno Pékin     | 123  |
| 2009 | 2,16 m | 6 octobre 2009                 | Damas            | —    |
| 2010 | 2,22 m | 16 octobre 2010                | Alep             | 88   |
| 2011 | 2,28 m | 9 juillet 2011                 | Kobe             | 29   |
| 2012 | 2,26 m | 11 mai 2012                    | Kanchanaburi     | 45   |
| 2013 | 2,23 m | 16 avril 2013                  | Damas            | 86   |
| 2014 | 2,26 m | 26 juin 2014 23 septembre 2014 | Kangar Lattaquié | 48   |
| 2015 | 2,31 m | 5 octobre 2015                 | Mungyeong        | 17   |
| 2016 | 2,36 m | 18 mai 2016                    | Pékin            | 6    |
| 2017 | 2,32 m | 6 juillet 2017                 | Paris            | 5    |
| 2018 | 2,33 m | 4 mai 2018                     | Doha             | 2    |

| Numéro | Hauteur | Lieu       | Date            |
| ------ | ------- | ---------- | --------------- |
| 1      | 2,36 m  | Pékin      | 18 mai 2016     |
| 2      | 2,34 m  | Monaco     | 15 juillet 2016 |
| 3      | 2,33 m  | Barcelone  | 30 juin 2016    |
| 4      | 2,33 m  | Doha       | 4 mai 2018      |
| 5      | 2,32 m  | Paris      | 6 juillet 2017  |
| 6      | 2,31 m  | Mungyeong  | 5 octobre 2015  |
| 7      | 2,31 m  | Birmingham | 20 août 2017    |
| 8      | 2,31 m  | Zurich     | 24 août 2017    |